# Ordre royal de Victoria
Ne doit pas être confondu avec Croix de Victoria ou Chaîne royale de Victoria.
L’ordre royal de Victoria (en anglais : Royal Victorian Order) est un ordre honorifique du Royaume-Uni et du Commonwealth établi en 1896 par la reine Victoria.

## Historique
De par la Constitution, les décorations, bien que décernées par la reine, le sont sur la proposition du gouvernement ou des ministres de la Couronne pour les dominions ; la reine ne sachant que faire pour distinguer personnellement, elle s’inspire des plus anciens ordres comme l’ordre de la Jarretière et l’ordre du Chardon.
L’Ordre est établi par la reine Victoria en avril 1896. Il est décerné suivant la seule volonté du souverain aux personnes qu’il souhaite distinguer, sans consultation du Premier ministre, ce qui est une nouveauté à l’époque de sa création. La chapelle de l’Ordre est la chapelle de l’ancien hôtel de Savoie.

## Structure
L’Ordre est divisé en cinq classes et une médaille :
- Chevalier ou dame grand-croix (Knight/Dame Grand Cross, GCVO)
- Chevalier ou dame commandeur (Knight/Dame Commander, KCVO / DCVO)
- Commandeur (Commander, CVO)
- Lieutenant (LVO)
- Membre (Member, MVO)
- Médaille royale de Victoria (Royal Victorian Medal, RVM).

Jusqu’en 1984, les personnes des première et deuxième classes s'appellent « membres classe un » et « membres classe deux ». En 1984, Élisabeth II change ces noms en « membre » et « lieutenant ».
Au Canada, seules les trois premières classes sont utilisées. En Australie, toutes les classes existent mais, usuellement, seules les trois premières classes sont décernées.
Les chevaliers grands-croix et commandeurs ont le droit de placer le prédicat honorifique sir ou dame devant leur nom.
Il n’y a pas de quota pour l’admission dans l’ordre.

## Description
| Grades de l’ordre royal de Victoria | Grades de l’ordre royal de Victoria | Grades de l’ordre royal de Victoria | Grades de l’ordre royal de Victoria | Grades de l’ordre royal de Victoria | Grades de l’ordre royal de Victoria | Grades de l’ordre royal de Victoria |
| ----------------------------------- | ----------------------------------- | ----------------------------------- | ----------------------------------- | ----------------------------------- | ----------------------------------- | ----------------------------------- |
| Grade (en)                          | Knight/Dame Grand Cross             | Knight/Dame Commander               | Commander                           | Lieutenant                          | Member                              | Medal                               |
| Grade (fr)                          | Chevalier grand-croix               | Chevalier commandeur                | Commandeur                          | Officier                            | Membre                              | Médaille                            |
| Préfixe                             | Sir/Dame                            | Sir/Dame                            |                                     |                                     |                                     |                                     |
| Lettres post-nominales              | GCVO                                | KCVO/DCVO                           | CVO                                 | LVO                                 | MVO                                 | RVM                                 |
| Insigne                             |                                     |                                     |                                     |                                     |                                     |                                     |

## Récipiendaires notables
- James Sant, peintre principal ordinaire de la reine et de la famille royale depuis 1872[1], est nommé commandeur de l'ordre royal de Victoria (CVO) en 1914.
- Le baron Ludovic Moncheur, diplomate belge, chevalier grand-croix avec collier.
- Le 29 avril 2019, la princesse de Galles est nommée dame grand-croix de l’ordre royal de Victoria[2].
- Bensalem Smili, ministre de la Pêche maritime et de la Marine marchande du Maroc[3].
- Lionel Logue, orthophoniste australien qui a traité le bégaiement du roi George VI, est nommé MVO le 11 mai 1937, puis CVO en 1944[4].
- Louis Lépine, préfet de police de Paris de 1893 à 1897 puis de 1899 à 1913, est chevalier grand-croix de l'ordre royal de Victoria.